# Los Lobos
Los Lobos je američki rock sastav osnovan 1973. u Los Angelesu. 
Glazba sastava je protkana mješanjem velikog broja različitih glazbenih stilova, npr. rocka, countrya, kao i američke, španjolske i meksičke narodne glazbe.  
Pjevač sastava, David Hidalgo, sudjelovao je na albumima Boba Dylana; Together Through Life i Christmas in the Heart, oba iz 2009. a kasnije i na albumu Tempest iz 2012.

## Članovi
- David Hidalgo – vokal, gitara, harmonika, violina, banjo, piano, tiple, bajo sexto, requinto jarocho[3]
- Louie Pérez – vokal, gitara, bubnjevi, jarana huasteca, bajo quinto[3]
- Cesar Rosas – vokal, gitara, bajo sexto, mandolina, vihuela, huapanguera, cuatro[3]
- Conrad Lozano – vokal, bas, guitarrón
- Steve Berlin – rog, orgulje, klarinet, frula, sintesajzer, melodika[3]
- Enrique Gonzalez – bubnjevi, udaraljke

## Diskografija
Studijski albumi
- Si Se Puede! (1976.)
- Del este de Los Angeles (Just Another Band From East L.A.)  (1978.)
- ...And a Time to Dance (198.)
- How Will the Wolf Survive? (1984.)
- By the Light of the Moon (1987.)[4]
- La Pistola y El Corazón (1988.)
- The Neighborhood (1990.)
- Kiko (1992.)
- Music for Papa's Dream (1995.)
- Colossal Head (1996.)
- This Time (1999.)
- Good Morning Aztlán (2002.)
- The Ride (2004.)
- The Town and the City (2006.)
- Los Lobos Goes Disney (2009.)
- Tin Can Trust (2010.)
- Gates of Gold (2015.)
- Llego Navidad (2019.)

Live albumi
- Run Away with You (2000.)
- Live at the Fillmore (2005.)
- Acoustic En Vivo (2005.)
- One Time One Night: Live Recordings-Vol. 1 (2007.)
- Kiko Live (2012.)
- Disconnected in New York City (2013.)

EP
- Rosa Lee Set Me Free (1987.)
- Ride This – The Covers EP (2004.)
- Daytrotter Session (2011.)

Kompilacijski albumu
- Just Another Band From East L.A. - A Collection (1993)
- Silencio=Muerte: Red Hot + Latin (1998)
- El Cancionero Mas y Mas (2000)
- Wolf Tracks - Best of Los Lobos (2006)

Singlovi (top 100 na Billboard Hot 100)
- Will the Wolf Survive (1984) (#78)
- Come On, Let's Go (1987.) (#21)
- La Bamba (1987.) (#1)

## Vanjske poveznice
- Službena stranica Los Lobosa
- JamBase.com article
- 2007 Mas Magazine
- Članci o Los Lobosu u Music Magazine  Arhivirana inačica izvorne stranice od 7. listopada 2011. (Wayback Machine)
- Rolling Stone's Los Lobos album guide